# Володарська дача
«Володарська дача» — лісовий заказник місцевого значення, розташований на території Володарського району Київської області. Займає площу 213 га.
Об’єкт знаходиться в межах Володарської селищної ради Володарського району, на території Володарського лісництва ДП
«Білоцерківське лісове господарство», - квартали 47-50 (усі виділи).
Лісовий заказник «Володарська дача» оголошено рішенням 16 сесії 21 скликання Київської обласної ради від 10 березня 1994 р. «Про оголошення нововиявлених та резервування цінних для заповідання територій, об’єктів прородно-заповідного фонду місцевого значення».
Заказник створено з метою збереження 90-річних культур дуба на плескатих ділянках. Під пологом зростають лікарські рослини.